# Paria thoracica
Paria thoracica är en skalbaggsart som först beskrevs av F. E. Melsheimer 1847.  Paria thoracica ingår i släktet Paria och familjen bladbaggar. Inga underarter finns listade i Catalogue of Life.